# Nationale Front für die Befreiung Südvietnams

Flagge der Nationalen Front für die Befreiung Südvietnams

Emblem der Nationalen Front für die Befreiung Südvietnams

Die Nationale Front für die Befreiung Südvietnams, abgekürzt NFB (vietnamesisch Mặt trận Dân tộc Giải phóng Miền Nam Việt Nam; französisch Front national de libération du Sud Viêt Nam, abgekürzt FNL; englisch National Liberation Front of South Vietnam, abgekürzt NLF; auch Vietcong (vietnamesisch Việt cộng)), war eine Guerillaorganisation, die während des Vietnamkrieges in Südvietnam den bewaffneten Widerstand gegen die Regierung und die sie unterstützenden Streitkräfte der Vereinigten Staaten führte. Sie war heterogen aus religiösen, ethnischen und politischen Gruppierungen zusammengesetzt, wurde jedoch durch die Kommunistische Partei dominiert. Sie wurde 1960 gegründet und 1977 offiziell aufgelöst.

## Begriff
Der Begriff Việt cộng stellt eine Kurzform der Bezeichnungen Việt Nam Cộng-sản („Vietnamesischer Kommunist“) dar. Der Begriff wurde von vietnamesischen Exilanten im China der Zwischenkriegs- und Bürgerkriegszeit geprägt. Der Begriff Viet cong sollte die vietnamesischen Kommunisten gegenüber ihren nationalistischen Landsleuten, den Viet quoc, abgrenzen. Der Begriff fand zum Ende des Zweiten Weltkriegs Eingang in vietnamesische Lexika. Ngo Dinh Diem und seine Berater der United States Information Agency popularisierten den Begriff, um die bis dato übliche Bezeichnung Việt Minh, unter welcher die Kommunisten den Indochinakrieg für sich entschieden hatten, zurückzudrängen. Ab 1956 wurde der Begriff in südvietnamesischen Publikationen benutzt. Ab 1958 wurde Viet cong auch von US-Militärs und Staatsbediensteten in Vietnam und den USA verwendet. Die militärische Abkürzung lautete „VC“. Die Entsprechungen der beiden Buchstaben im NATO-Alphabet sind Victor und Charlie, weshalb der unter US-amerikanischen Soldaten geläufige Name für ihre Feinde kurz Charlie war.
Die offizielle Geschichtsschreibung Vietnams spricht von der „Befreiungsarmee Südvietnams“ bzw. der „Nationalen Befreiungsfront Südvietnams“ (Mặt trận Dân tộc Giải phóng miền Nam Việt Nam). Allerdings scheint die Bezeichnung nicht einheitlich gewesen zu sein. So verkündete Radio Hanoi im Januar 1961 die Gründung der „Nationalen Front für die Befreiung Südvietnams“, während General Võ Nguyên Giáp in seinen Memoiren von der „Südvietnamesischen Nationalen Befreiungsfront“ spricht. Im Rückblick wird deshalb oft die allgemeinere Bezeichnung „Nationale Befreiungsfront“ gebraucht.
Mit der Gründung der „Provisorischen Revolutionären Regierung der Republik Südvietnam“ (Chính Phủ Cách Mạng Lâm Thời Cộng Hòa Miền Nam Việt Nam) im Jahre 1969 verschwand die bis dahin verwendete offizielle Bezeichnung, bis die Organisation 1977 schließlich auch offiziell aufgelöst wurde. Stattdessen wurde zwischen 1969 und 1977 nur noch von „der Front“ (Mặt trận) gesprochen. Heute verwenden die vietnamesischen Medien überwiegend den Begriff „Befreiungsarmee“ (Quân Giải phóng).

## Geschichte
Im Laufe des 19. Jahrhunderts war Indochina zu einer französischen Kolonie geworden. Zwar hatte Japan diese im Zweiten Weltkrieg besetzt, jedoch versuchte die französische Regierung, die Kolonie zurückzugewinnen. Der daraus resultierende Indochinakrieg (1946–1954) gegen die kommunistischen Việt Minh führte schließlich zu einer Niederlage. Die Teilnehmer der folgenden Indochinakonferenz in Genf beschlossen die vorläufige Teilung des Landes in Nord- und Südvietnam. Erst zu einem späteren Zeitpunkt sollten gesamtvietnamesische Wahlen stattfinden. In Südvietnam setzte die sich stärker engagierende US-Regierung Ngô Đình Diệm als Präsidenten ein. Um seine politische Macht zu sichern, ging dieser hart gegen jegliche Opposition vor und verfolgte vor allem die im Süden verbliebenen Việt Minh. Diese und Angehörige der Kommunistischen Partei tauchten unter und wandten sich an die nordvietnamesische Regierung. Diese wollte die geplanten Wahlen aber nicht gefährden und lehnte jede Hilfeleistung ab. Diệm konnte absehen, dass er die Wahlen verlieren würde, und verhinderte diese im Juli 1956.
Vereinzelt hatten sich Bauern bereits gegen die Regierung Diệm gewehrt, der sie mit seiner Landreform unter Druck setzte. Daraus entwickelte sich 1956/1957 eine erste Widerstandsbewegung. Diese zählte 1958 bereits etwa 1700 Mitglieder aus Việt Minh, Kommunistischer Partei, Cao Dai sowie der Hoa-Hao-Sekte, aber auch Katholiken und Buddhisten. Die Angriffe der ersten Jahre richteten sich gegen die Regierungsbeamten, von denen 1958 und 1959 zusammen 426 ermordet wurden. Im Jahre 1960 fielen allein von Januar bis Mai weitere 780 Beamte dieser Terrorkampagne zum Opfer. Gleichzeitig ging die nordvietnamesische Regierung 1959 dazu über, den bewaffneten Widerstand in Südvietnam zu unterstützen. Im folgenden Jahr sickerten 4500 kommunistische Kämpfer, deren Heimat im Süden lag, in Südvietnam ein. Diese organisierten den bewaffneten Kampf, und so kam es 1960 erstmals zu größeren Gefechten mit Einheiten der Armee der Republik Vietnam.

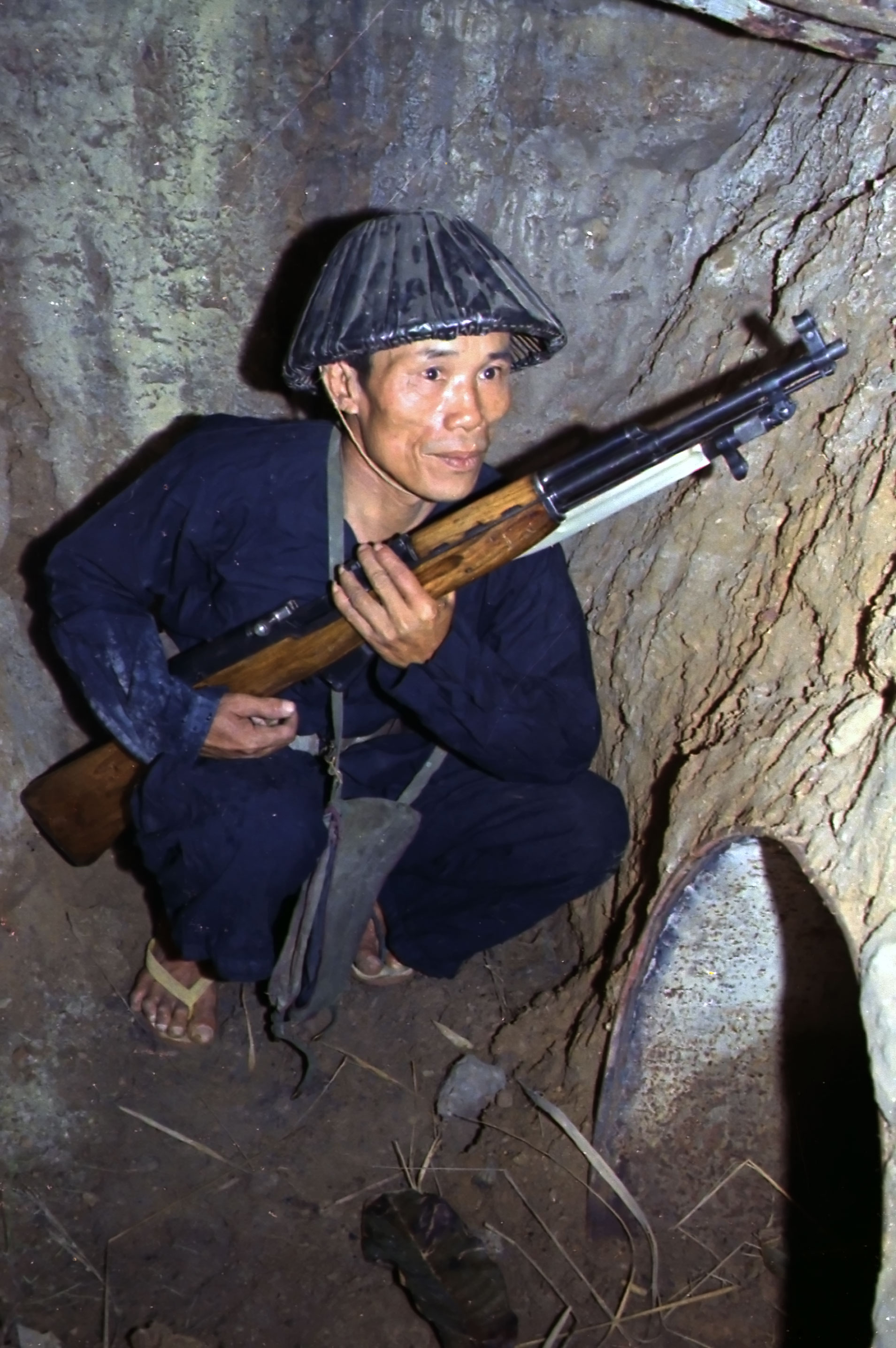
Kämpfer der NFB

Im März 1960 fand eine Konferenz ehemaliger Việt-Minh-Anführer, Vertreter der Kommunistischen Partei, Buddhisten, Cao Dai, Hoa Hao und Katholiken statt, um die Bildung einer Allparteienregierung zu besprechen. Dies führte zur Gründung der „Nationalen Front für die Befreiung Südvietnams“ (NFB). Am 20. Dezember 1960 verkündete diese im Rundfunk ihr Programm, welches Ziel sie bis 1975 verfolgte. Es umfasste die Absetzung Diệms, die Reduzierung der Importe, Herabsetzung der Pachtgebühren und eine Landreform. Geschlechter, Ethnien und Religion sollten gleichgestellt sein, der US-Einfluss zurückgedrängt und ein politisch neutraler Kurs zwischen den Machtblöcken eingeschlagen werden. Zur Durchführung des bewaffneten Kampfes bildete NFB aus den aktiven Kämpfern die „Volksbefreiungsarmee“ (People’s Liberation Armed Forces, PLAF).
Während der ersten Hälfte der 1960er Jahre blieb die Initiative auf Seiten der NFB. Durch die verstärkte US-amerikanische Truppenpräsenz entstand zunehmend eine militärische Pattsituation. Während sich die Macht der südvietnamesischen Regierung vor allem auf die Küstenregionen und die Städte konzentrierte, hatte die NFB auf dem Land in vielen Fällen die Oberhand. Anfang 1968 versuchte sie ihr Einflussgebiet auszudehnen: Mit Unterstützung der Vietnamesischen Volksarmee griff sie im Rahmen der Tet-Offensive ab dem 30. Januar 14 von 15 Provinzhauptstädten inklusive Sàigòn und Huế an. Die schweren Kämpfe dauerten mehrere Wochen und brachten der NFB erhebliche Verluste. Sie verlor nach Schätzungen etwa 40.000 Kämpfer. So geschwächt gelang es ihr nicht mehr, alle ihre Rückzugsgebiete zu schützen. Sie verlor deshalb auch an wirtschaftlicher und personeller Basis sowie an politischem Einfluss. So ging die Bedeutung der NFB ab 1968 zurück. Sie verhielt sich deshalb in den nächsten Jahren defensiv und versuchte ihre verbliebene Basis, vor allem im Mekong-Delta, zu konsolidieren. Erst im Rahmen der Oster-Offensive von 1972 agierte sie wieder im größeren Rahmen offensiv. Im Ergebnis des Friedensabkommens von Paris vom 27. Januar 1973 wurde die 1969 von der NFB gebildete „Provisorische Revolutionäre Regierung der Republik Südvietnam“ faktisch anerkannt. Nach dem Krieg wurde die NFB schließlich im Jahre 1977 aufgelöst.

## Aufbau und Strategie

### Organisation

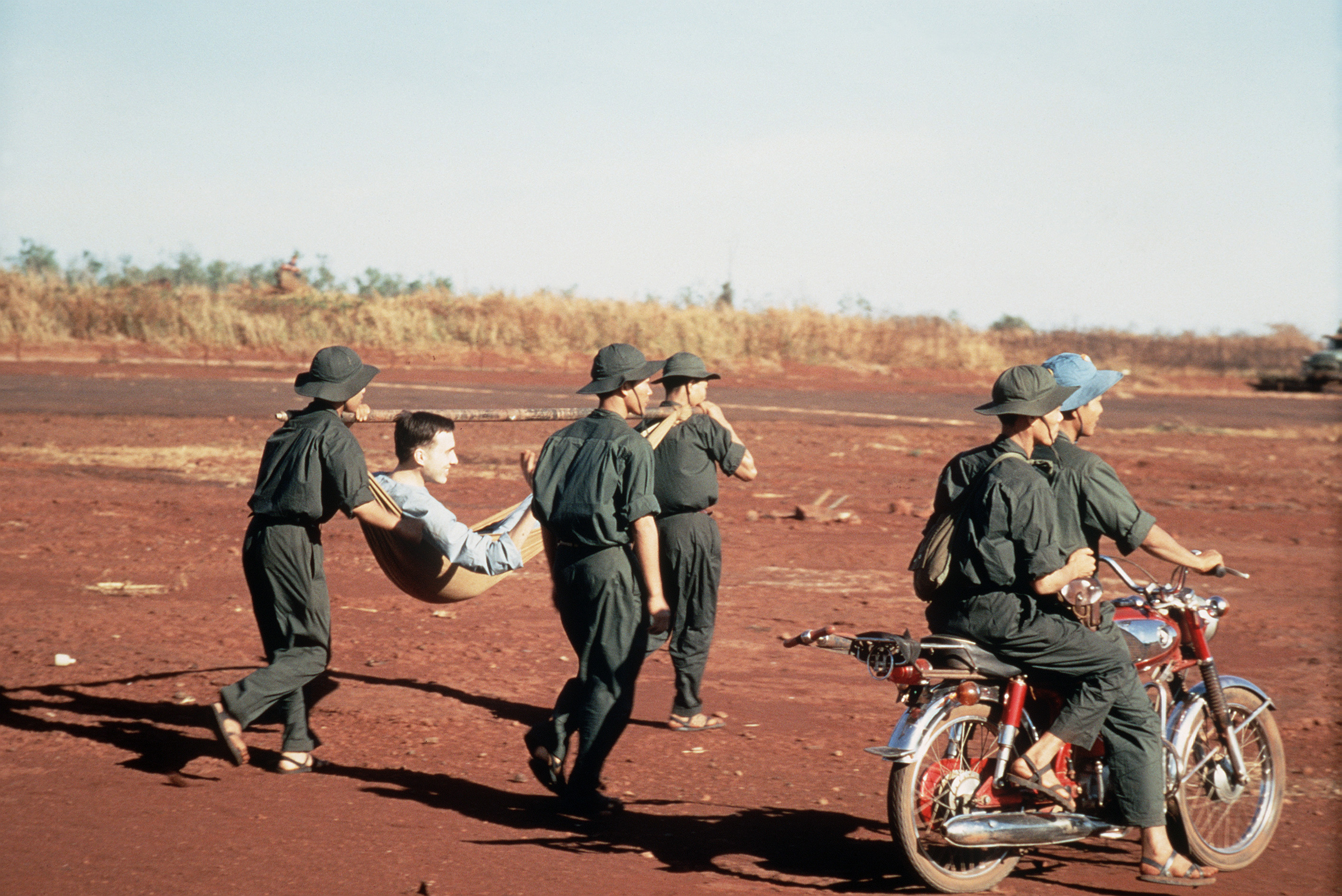
Angehörige der NFB tragen einen gefangenen US-Amerikaner während eines Gefangenenaustauschs (1973)

Obwohl die NFB nachträglich oft als rein kommunistischer Verband dargestellt wurde, ist ihre Zusammensetzung stets heterogen gewesen. Zwar übte die Kommunistische Partei im Ganzen einen dominanten Einfluss aus, doch richtete sich die praktische Einflusssphäre eher nach den lokalen Gegebenheiten. In den ehemaligen Việt-Minh-Gebieten war die kommunistische Partei stark, doch im Mekong-Delta bestimmten die Sekten die Politik. In den Städten überwog der Einfluss der Katholiken und Intellektuellen. Die Kommunisten verfügten mit der „Revolutionären Volkspartei“ (engl.: People’s Revolutionary Party – PRP) über eine einheitliche Gruppierung innerhalb der NFB, welche sich vorrangig um die ideologische und politische Ausrichtung zu kümmern hatte. Ihren Mitgliedern kam eine Sonderrolle zu, da diese bei politischen und militärischen Entscheidungen ein Vetorecht hatten. Ihre Macht floss der PRP durch ihre Verbindung zur Kommunistischen Partei in Nordvietnam, die dort regierte, zu und machte sie damit zur bestimmenden Gruppe innerhalb der NFB.
Die NFB verfolgte das Ziel eine breite Basis von Unterstützern innerhalb der Bevölkerung aufzubauen. Dazu setzte sie auf politische Massenorganisationen, welche nach Beruf, Alter und Geschlecht versuchten die Bevölkerung zu erfassen. So gab es Massenorganisationen für Bauern, Arbeiter, Intellektuelle, Frauen und Jugendliche. Die eine Umverteilung des Landes propagierende Bauernorganisation der FLN zählte 1963 rund 1,8 Millionen Mitglieder. Die Frauenorganisation, welche im Gegensatz zum vorherrschenden konfuzianischen Weltbild eine vollständige Emanzipation der Frau forderte, erreichte 1965 rund eine Million Mitglieder. Die Jugendorganisation der NFB stellte das Hauptrekrutierungsinstrument für die Guerillakräfte der FLN dar und zivile Mitglieder der FLN waren wichtig zur Beschaffung von Information und Ressourcen. Menschen, die aufgrund ihres sozialen Status als Feinde der kommunistischen Ideologie galten, waren von der Teilnahme in den Organisationen der NFB ausgeschlossen.
Der militärische Arm der NFB wurde als Volksbefreiungsarmee bezeichnet. Die Basis der militärischen Bemühungen der NFB bildeten auf Dorfebene organisierte Teilzeitsoldaten, welche für Nachrichtenbeschaffung und Guerillaaktionen zuständig waren. Über diesen lokal aufgebauten Zellen standen in Vollzeit dienende Regionalstreitkräfte die in einem gewissen Gebiet der regionalen FLN-Führung für militärische Aktionen zur Verfügung standen. Das letzte Glied der militärischen Organisation bildeten reguläre Kräfte, die in Bataillonsstärke operierten und dem Zentralen Büro für Südvietnam unterstellt waren. Sowohl die zivile als auch militärische Organisation war deckungsgleich mit der Organisationsstruktur der im Indochinakrieg erfolgreich operierenden Viet Minh.
Im Jahr 1958 schätzte die CIA die Zahl der Aufständischen auf 1700 Kämpfer. Vier Jahre später musste man bereits von 23.000 bis 34.000 Mitgliedern ausgehen. Bis 1964 war die Stärke der Volksbefreiungsarmee auf schätzungsweise 51.000 Personen gewachsen. Nach eigenen Angaben umfassten die Aufständischen 1959 rund 2.000 Kämpfer, 1961 bereits rund 10.000.

### Rekrutierung

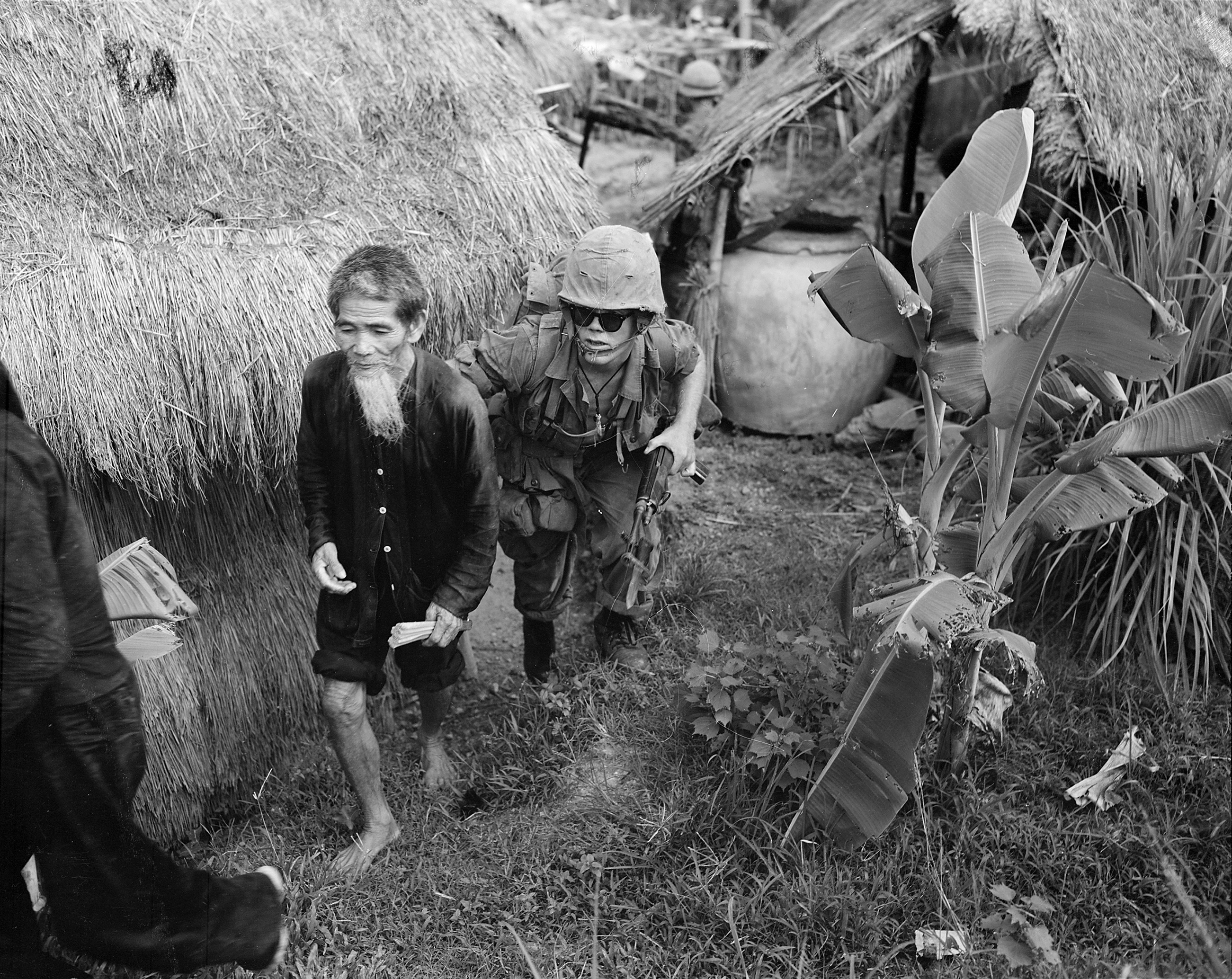
Ein NFB-Verdächtiger wird von einem US-Marine abgeführt (1965)

Hauptrekrutierungsgebiete waren die Gebiete, in denen die Việt Minh früher stark waren, und im von den Sekten kontrollierten Mekong-Delta. In den übrigen Gebieten musste die NFB zunächst Fuß fassen. Dazu wurde die lokale Bevölkerung angehalten, Kämpfern Unterschlupf zu gewähren oder Botendienste zu erledigen. Die Aktivisten der NFB organisierten darüber hinaus Gesprächsrunden zur politischen Orientierung, in denen auch Lesen und Schreiben gelehrt wurde. In den abgelegenen Berggegenden im kambodschanischen Grenzgebiet war dies erfolgreicher als in den urbanisierten Landesteilen.
Der NFB gelang vor allem, den Krieg selbst zu benutzen, um die lokale Bevölkerung zu gewinnen. Die NFB setzte sich in der Umgebung einer Siedlung fest und ermordete einige Regierungsbeamte. Dadurch wurde die Regierung gezwungen, ihre Truppenpräsenz zu erhöhen, was zu Unmut unter der Bevölkerung führte, die diese Truppen verpflegen musste. Die Befreiungsfront zwang die Regierungstruppen und -beamten zum Abzug mit Waffengewalt und übernahm den Ort. Wenn die Regierung sich zu einem militärischen Gegenschlag entschloss, waren oft heftige Kämpfe und die Zerstörung des Ortes die Folgen. Dies trieb die Bevölkerung endgültig zur NFB.
Auch Zwangsmittel wurden angewandt, um die Kooperation der Zivilbevölkerung zu erreichen.

### Politik
War ein Ort übernommen, so konsolidierte die NFB dort zunächst ihre Stellung durch die Einsetzung von lokalen, aber loyalen Beamten. Diese sorgten für eine Landreform, welche die Bauern in den Besitz eigenen Landes setzte, von dem sie jährlich nur 10 Prozent an Abgaben zu leisten hatten. Unter den Verwaltern der Diem-Regierung waren Abgaben in Höhe von 20–40 Prozent normal. Satzungen von zwölf Regeln, die für Disziplin sorgen sollten, wurden verabschiedet und vor allem der Hass gegen die US-amerikanischen „Imperialisten“ geschürt. Dazu dienten Umerziehungskurse genauso wie die Zulassung politischer Organisationen (z. B. Befreiungsbewegung der Bauern, Befreiungsbewegung der Frauen) in der Bevölkerung. Vor allem nach 1965 kamen weitere Steuern und Abgaben hinzu, um den Krieg zu finanzieren.